# Albany Argus
Le quotidien Albany Argus était le journal de la ville d'Albany au début du XIXe siècle, fondé en 1813 par Jesse Buel (1789-1839), qui fut par ailleurs juge dans la ville et éditeur de publications agricoles. D'abord semi-hebdomadaire, il est devenu quotidien en 1825. Il est alors considéré comme le journal le plus influent des États-Unis, en raison des liens avec les milieux financiers et le président américain Martin Van Buren. Il a fusionné pour devenir le Albany Atlas and Argus en 1858.

## Histoire
Le journal était le pilier de la Régence d'Albany dans les années 1820 et 1830, édité à Albany, alors la dixième ville des États-Unis et capitale de l'État de New York. Constituée par Martin Van Buren, William L. Marcy ou John A. Dix, un groupe de politiciens et hommes d'affaires basés près d’Albany, cette « Régence » est soutenue par les journaux, le Globe et l’Albany Argus au ton très agressif.
Semi-hebdomadaire, il est édité par Jesse Buel puis devient quotidien le 8 octobre 1824 sous la direction d'Edwin Croswell. Obadiah Romney Van Benthuysen et Thomas M. Burt lui succèdent. Républicain de 1828 à 1833, il prend une inspiration démocrate sur la période entre 1834 et 1856, au moment où le parti démocrate est investi par les partisans d'Andrew Jackson.